# Takin
Takin (Budorcas taxicolor) je turovitý sudokopytník řadící se do podčeledi koz a ovcí. Takini obývali v minulosti rozsáhlé oblasti Číny, Bhútánu, Ásámu a severní Barmy. Takin je národním zvířetem Bhútánu.

## Chov v českých zoo
Raritou je vlastnictví takina čínského (=zlatého) v Zoo Liberec, je to vůbec první chov tohoto poddruhu mimo Asii. V posledních letech chovají takiny také zoo v Plzni, Děčíně, Chomutově, Praze a Brně. V Brně se zdařilo odchovat tři mláďata takina indického..